# Граматика японської мови

Напис «日本語» nihongo самоназва японської мови

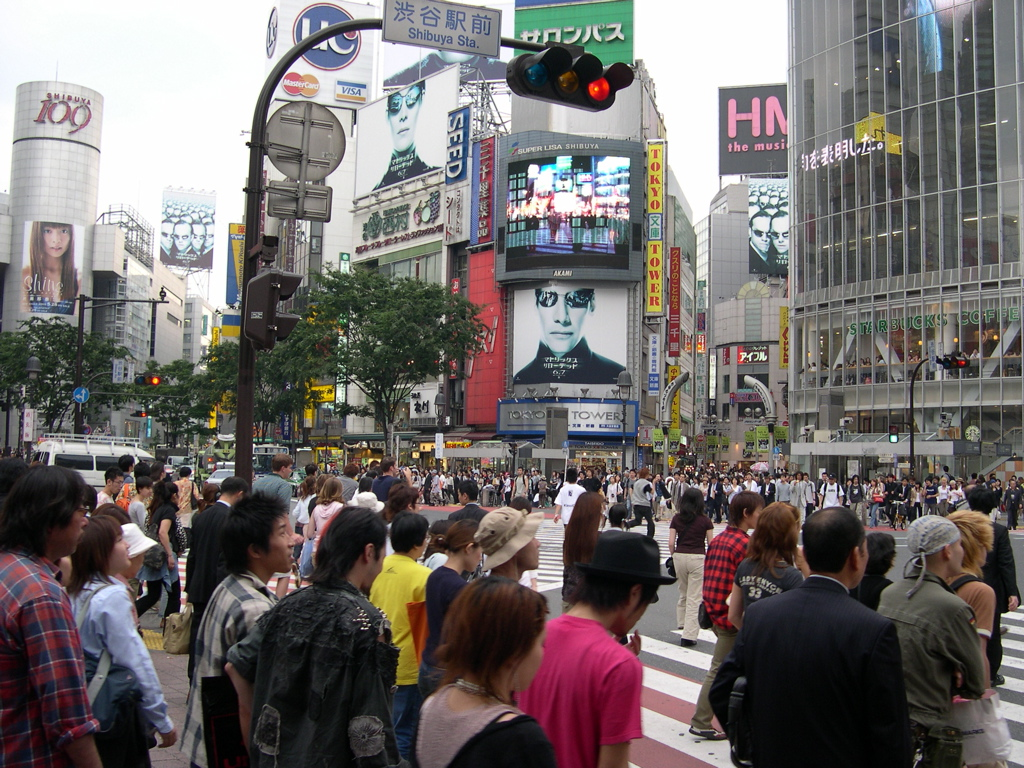
Вивіски японською. Сібуя

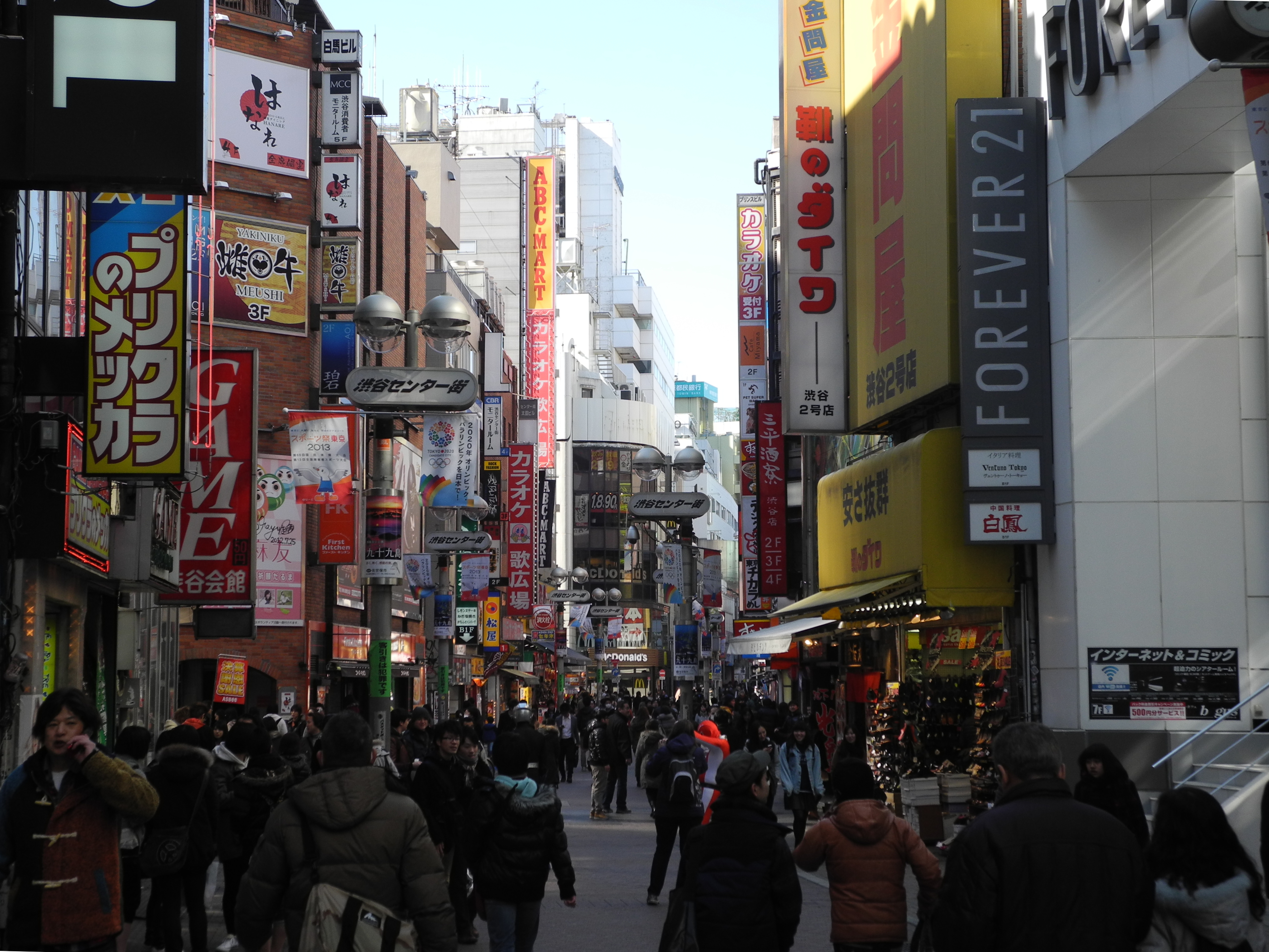
Численні вивіски на одній з багатьох маленьких вуличок в районі Сібуя

Японська мова (яп. 日本語, Nihongo, [nihõŋgo], [nihõŋŋo](вимоваⓘ) — мова з багатовіковою історією і світовою літературною спадщиною. Більшість науковців вважають, що японська мова відноситься до алтайської мовної сім'ї. Є фактично державною мовою Японії (але не офіційною, оскільки офіційної мови в Японії немає). Японська мова — це аглютинативна та ізольована мова, що поєднує в собі два види писемності: кану (хіраґана і катакана) і кандзі (китайські ієрогліфи). Така незвичайна система писемності склалась історично, завдяки активному проникненню китайської культури на Японські о-ви близько VI с. Існує ціле мистецтво з написання ієрогліфів — сьодо (з яп. 書道, 書 — письмо; 道 — суфікс, що позначає майстерність; дорога, шлях) . На даний момент нараховується близько 130 млн носіїв. Японська мова займає 9 місце за кількістю носіїв.

## Синтаксис
Просте речення має такий порядок: SOV (підмет — додаток — присудок)
Речення зі складеним іменниковим присудком завжди поєднуються з дієсловом-зв'язкою desu. Наприклад:
Watashi-wa kitsune desu — Я — лисичка
Питальні речення завершуються часткою ka. Наприклад:
Nani-o tabemashita ka? — Що ти з'їв?

## Іменник
Не має категорії роду, але є слабо виражена категорія числа і широко розвинена відмінкова система.
Зазвичай множину позначає теж саме слово, що й однину. Або ж слово часто подвоюється. Щоб не писати ієрогліф знову використовується знак 々 (odoriji)
Для утворення множини займенників слід додати суфікс — tachi
watashi — я, watashitachi — ми
Як і корейська, японська має розвинену систему відмінкових закінчень
| Транскрипція | Назва                 | Питання                                           |
| ------------ | --------------------- | ------------------------------------------------- |
| wa           | Називний (основний)   | Хто? Що?                                          |
| ga           | Називний (додатковий) | Хто? Що?                                          |
| o            | Знахідний             | Кого? Що?                                         |
| no           | Родовий               | Чий? Кого? Чого?                                  |
| ni           | Давальний             | Кому? Чому? Де? (при дієсловах стану) Куди? Чому? |
| e            | Напрямку              | Куди?                                             |
| de           | Орудний               | Ким? Чим?                                         |
| kara         | Вихідний              | Звідки? З якого часу? З якого місця?              |
| made         | Межевий               | Докуди? До якого часу? До якого місця?            |
| to           | Спільний              | З ким? З чим?                                     |

Деякі іменники (і інші частини мови) можуть мати перед словом частку o-, вона виражає почесть і повагу до предмета.
o-kane — гроші, o-sushi — суші

## Прикметник
Є дві основні групи прикметників — ті, що закінчуються на -«і», і ті, що закінчуються на всі інші склади (прикметники на «na»). Відповідно предикативні і напівпредикативні
Предикативні прикметники відмінюються, а напівпредикативні не змiнюють свою форму, форму змінює тільки допоміжне дієслово desu.
Відмінювання предикативних прикметників показано в наступній таблиці
| Час                  | Стверджувальна форма | Заперечна форма |
| -------------------- | -------------------- | --------------- |
| Теперішньо-майбутній | i                    | kunai           |
| Минулий              | katta                | kunakatta       |

Kino: wa atsukatta desu — Вчора було спекотно.
Ashita wa samukunai desu — Завтра не буде холодно.

### Утворення іменників від прикметників
Для утворення іменників від прикметників слід замінити -i на -sa:
O: kii (великий) → O: kisa (величина)

## Прислівник
Прислівник може утворюватися від предикативного прикметника шляхом заміни закінчення -i на -ku

## Дієслово
Наявні дві групи відмінювання і 2 неправильних дієслова (suru — робити і kuru — приходити). Також особливі форми має дієслово iku. Дієслово має тільки теперішньо-майбутній і минулий часи.
До другої групи належать дієслова, які мають закінчення -eru, iru в інфінітиві, всі інші належать до першої групи.
Відсутнє відмінювання за особами і числами. Дієслово має 5 основ, а також te — форму і похідну від неї форму минулого часу.
Формально інфінітивом вважають 3-ю основу, яка закінчується на -u
| 1-a основа | 2-a основа | 3-я основа | 4-a основа | 5-a основа |         |         |
| I Група    | I Група    | I Група    | I Група    | I Група    | I Група | I Група |
| ---------- | ---------- | ---------- | ---------- | ---------- | ------- | ------- |
| a          | i          | u          | e          | o:         |         |         |
| II Група   |            |            |            |            |         |         |
| -          | -          | u          | e          | yo:        |         |         |

Ввічливі форми утворюються від 2-ї основи, і мають наступні закінчення:
| Час                  | Стверджувальна форма | Заперечна форма | Запрошувальна форма |
| -------------------- | -------------------- | --------------- | ------------------- |
| Теперішньо-майбутній | masu                 | masen           | mashyo:             |
| Минулий              | mashita              | masen deshita   | -                   |

### Дієслово-зв'язка desu
Desu — це скорочена форма від de aru, де de — орудний відмінок, а aru — бути (ввічлива форма — arimasu). В розмовній мові використовується дещо інша форма — da

### Дієприслівник одночасності
Утворюється від другої основи дієслова. Має закінчення -nagara.
yomu (читати; перша група) → yominagara (читаючи)
Shinbun-o yominagara, asagohan-o tabemasu — Читаючи газету, снідаю.

### Суфікси -nikui і -yasui
Існують спеціальні суфікси, що виражають легкість, або важкість дії. Суфікс -nikui приєднується до другої основи, і перетворює дієслово на прикметник зі значенням «важкий для чого-небудь»
yomu (читати; перша група) → yominikui (той, який читається важко)
Суфікс -yasui теж приєднується до другої основи, і виражає легкість дії
yomu (читати; перша група) → yomiyasui (той, який читається легко)

### Форма на -emasu
Дієслова першої групи відмінювання (всі, що не закінчуються на -eru, iru) мають особливу форму вираження можливості дії. Для утворення цієї форми слід замінити закінчення третьої основи -u на -eru. Відповідно утворені форми відмінюються по-другому відмінюванню.
hanasu (говорити) → hanaseru (могти говорити)

### Te-форма
Te-форма (герундій) — це особлива форма дієслова в японській мові, що зазвичай слугує для вираження додаткової дії в реченні.
• Щоб утворити te-форму для дієслів другої відміни слід замінити закінчення -ru на -te
Дієслова першої відміни діляться на групи за якими утворюють te-форму. Наступна таблиця показує правила змінення закінчення в дієслові для утворення te-форми в дієсловах першої відміни.
| Закінчення в інфінітиві | закінчення te-форми | Інфінітив          | te-форма  |
| ----------------------- | ------------------- | ------------------ | --------- |
| -u, tsu, ru             | -tte                | toru (брати)       | totte     |
| -bu, nu, mu             | -nde                | asobu (гратися)    | asonde    |
| -ku                     | -ite                | kaku (писати)      | kaite     |
| -gu                     | -ide                | nugu (роздягатися) | nuide     |
| -su                     | shite               | hanasu (говорити)  | hanashite |

Дієслова iku, suru, kuru мають відповідно форми itte, shite, kite

### Дозвіл і заборона
Для того, щоб спитати дозвіл використовують конструкцію «te-форма + mo ii desu ka»
Haitte mo ii desu ka? — Чи можу я ввійти?
Для того, щоб виразити ввічливу заборону використовують конструкцію «te-форма + wa ikemasen»
Tabete wa ikemasen — Ви не повинні їсти

### Форма минулого часу
Від te-форми може утворюватися одна із форм минулого часу шляхом відкидання від te-форми закінчення -e і приєднанням закінчення -a
asonde → asonda (грався; гралися)

### Форма на tari
Для позначення кількох самостійних і рівних дій у реченні використовують так звану tari форму. Вона утворюється від форми минулого часу на te додаванням суфікса -ri. Після перерахування всіх дієслів з формою на tari потрібно поставити дієслово suru в відповідній формі. Наприклад
Hon-o yondari, sushi-o tabetari shimashita — Читав книгу, з'їв суші

### Наказовий спосіб
Наказовий спосіб може виражати як ввічливе прохання, так і грубий наказ, все залежить від вибраного способу утворення наказового способу.
Наказовий спосіб в японській можуть утворювати:
• te-форма. Для підкреслення ввічливості слід використати слово kudasai. Виражає ввічливе прохання, наказ.
Matte kudasai — Зачекайте, будь-ласка
• Суфікс -nasai, що приєднується до другої основи. Просте прохання, наказ.
O-yasumi-nasai — На добраніч (досл. відпочинь, поспи)
• Четверта основа. Виражає грубий наказ.
Tabere — Їж!

### Пасивний стандієслова
До першої основи (форма на -a) слід додати суфікси -reru для дієслів першої групи, або ж -rareru для дієслів другої групи. Утворені форми відмінюються по відмінюванню другої групи.
Watashi-wa tomodachi-kara nōtopasokon-o okuraremashita. — Мені другом був подарований ноутбук.
Anata no hōmupēji wa yomarenai! — Головна сторінка вашого сайту не читається! (не може бути прочитана)
yomarenai — це запечерна форма пасивного стану дієслова yomu

### Вираження бажання
Для вираження бажання використовують суфікс -tai і прикметник hoshii. Закінчення -tai приєднується до другої основи.
Також існує конструкція -tai to omou, що виражає намір мовця здійснити якусь дію. Сама ж конструкція -to omou передає значення «я думаю, що…». Зазвичай -tai використовується по відношенню самого себе, а hoshii по відношенню третьої особи, хоча звичайно в розмовній мові «hoshii» використовується і по відношенню до себе. Слід зазначити, що -tai утворює з дієслова прикметник, а hoshii є прикметником, тому відповідно вони вимагають вживання дієслова desu. Крім того, існує маловживана форма -tagaru, що приєднується до третьої основи і поєднується тільки з 2-ю і 3-ю особами.
Watashi wa nihonjin no tomodachi ga hoshii desu — Хочу мати друга-японця.
Watashi wa cha-o nomitai desu — Я хочу випити чаю.

### Заперечення
Заперечення виражається додаванням до першої основи дієслова суфікса -nai.
Також є ввічлива форма на masu — masen.
Сполучникова форма заперечення — naide. Використовується, коли потрібно заперечити одне з дієслів, яке супроводжується іншим.
Asagohan-o tabenaide gakko:-e ikimasu — Йду в школу, не поївши.

### Можливість виконання дії
Для передачі модальної конструкції «Я можу/не можу щось зробити» використовують зворот -koto ga dekiru (ввічливий варіант — koto ga dekimasu). На відміну від форми на -eru конструкція -koto ga dekiru вживається зі всіма дієсловами.
Watashi wa nihongo o hanasu koto ga dekimasu (можна сказати простіше — Watashi wa nihongo o hanashimasu) — Я можу говорити по-японськи

### Буває, трапляється
Якщо мовець хоче сказати, що якась дія не є регулярною, але може траплятися, то він використає конструкцію -koto ga arimasu, що має значення «відбуватися, траплятися». Дієслово повинно бути в формі третьої основи, тобто в формі інфінітива.
Sashimi-o resutoran-de taberu koto ga arimasu — Буває їм сасімі в ресторані
Hanami-o mita koto ga arimasu ka? — Ти бачив цвітіння сакури? (досл. Бувало так, що бачив цвітіння сакури?)

### Намір
Передається або конструкцією -tai to omou, або -tsumori. Остання поєднується з інфінітивом і дієсловом-зв'язкою desu.
Watashi wa Tokyo-e iku tsumori desu — Я думаю, що поїду в Токіо
Заперечна форма утворюється заміною -u на -nai
Watashi wa sokoku-e kaeranai tsumori desu — Я не маю наміру повертатися на батьківщину

### Бути повинним, мусити щось робити
Виражається конструкцією «перша основа + -nakereba narimasen»
Anata-wa hon-o kawanakereba narimasen — Ти повинен купити книгу
Заперечна форма має конструкцію «перша основа + nakure mo ii desu»
Ashita gakko:-e ikanakute mo ii desu — Завтра можна не йти в школу.

### Умова
• eba, підходить до дієслів і першої і другої відмін. Наявна також форма -kereba, що використовується для прикметників на «i». Слід зазначити, що вона приєднується і до часток, що перетворюють дієслово в прикметник, наприклад, закінчення -tai хотіти буде мати вигляд -takereba якщо ти хочеш…
• Також умову можна передати конструкцією «Умова + nara, результат». Nara досить часто вживається з іменниками або напівпредикативними прикметниками.
• За допомогою умовно-часового сполучника to. На українську мову перекладається зворотом «Коли + умова, то + результат»
Suki: no do: gu nara ii omise shitte imasu yo — Щодо лижного спорядження, то я знаю один добрий магазин. (Якщо мова йде про лижне спорядження..)
Issho ni nara, ikimasu — Якщо разом, то піду

### Стан
Дію, яка продовжується вже певний час можна виразити через конструкцію -te imasu (Відповідність The Present Continuous Tense в англійському)
Watashitachi-wa nihongo-o benkyo: shite imasu — Ми вивчаємо японську мову

### Вирішувати
Дієслово «вирішувати» передається конструкцією -ni suru
Kono apa: to ni shimasu — Я візьму цю квартиру
Також є ідентична конструкція тільки з допоміжним дієсловом koto (koto ni suru), яка використовується для дієслів. Оскільки частка koto утворює з дієслова іменник, то зрозуміло, що дієслово повинно стояти в початковій формі.
Rainen Tokyo-e ryōko suru koto ni shita — Я вирішив, що в наступному році я поїду в Токіо на екскурсію

## Числівник
Існує дві системи числення: японська і китайська, вони використовуються незалежно одна від одної, в зовсім різних сферах життя.
|                           | 1       | 2       | 3      | 4         | 5       | 6      | 7            | 8      | 9         | 10 |
| ------------------------- | ------- | ------- | ------ | --------- | ------- | ------ | ------------ | ------ | --------- | -- |
| Споконвічно японські      | hitotsu | futatsu | mittsu | yottsu    | itsutsu | muttsu | nanatsu      | yattsu | kokonotsu | tō |
| Китайські                 | ichi    | ni      | san    | yon ∕ shi | go      | roku   | shichi ∕nana | hachi  | kyū ∕ ku  | jū |
| Ієрогліфічний відповідник | 一      | 二      | 三     | 四        | 五      | 六     | 七           | 八     | 九        | 十 |

Як і китайські, так і японські числівники мають один спільний ієрогліфічний відповідник. На письмі при написанні японських числівників додається частка つ (tsu)
五つ (itsutsu) — п'ять японським числівником.
Деякі інші числівники:
百 (Hyaku) — сто
千 (Sen) — тисяча
万 (Man) — десять тисяч (число не позначає)
一万 (Ichiman) — десять тисяч
Для позначення мільйона немає числівника, тому він позначається як сто по десять тисяч 百万 (Hyakuman)
Числівники вище 10 утворюються подібно китайським:
十一 (Jūichi) 11
五十 (Gojū) 50
二百四十五 (Nihyakuyonjūgo) 245
千五百（Sen go hyaku) 1500

## Речення

### Підрядні речення цілі
Будуються за допомогою сполучника niwa щоб, для того щоб. Сполучник niwa ставиться після всього підрядного речення. Дієслово стоїть в початковій формі. Наприклад:
Cha-o kau niwa mise-made ikimashyo: — Щоб купити чай, давайте підемо в магазин
В українській мові допустимий варіант також був би «Давайте підемо в магазин, щоб купити чай», в японській такі зміни приведуть до непорозуміння, підрядне речення повинно випереджати головне.
Для вираження призначення предмету використовують конструкцію з сполучником tame для того щоб, щоб. Речення завершується дієсловом desu. Також tame з давальним відмінком ni може заміщувати niwa.
Kono taoru-wa kao-o arau no tame desu — Цей рушник для того, щоб вмивати лице.

### Підрядні речення причини
З'єднуються сполучником node  тому, бо
Netsu ga aru node, uchi-ni kaerimashita — Через спеку, я повернувся додому (досл. Спека є, тому додому повернувся)

### Надавання переваги
Якщо мовець бажає виразити перевагу одного варіанта над іншим, він може скористатися конструкцією ho: ga ii desu краще, надаю перевагу. Також існує похідна конструкція зі значенням умовності ho: ga ii deshyo: краще б
Якщо речення завершується іменником, то він маркується родовим відмінком: Watakushi-wa kono cha no ho: ga ii desu — Як на мене, цей чай кращий.
Якщо речення завершується дієсловом чи прикметником, то вони стоять в початковій формі без будь-яких допоміжних слів:
Watashitachi-wa chikatetsu ni noru ho: ga ii deshyo: — Було б краще, якщо ми їздили б на метро

### З'єднання речень
• Demo і ga з'єднуючи два речення, перекладаються сполучником але. Ga ставиться в кінці речення, а demo — спочатку.
Kakui desu ga, yoi desu — Дорогий, але непоганий
Kakui desu, demo yoi desu — Дорогий, але непоганий

### Я чув, що …
Якщо мовець хоче підтвердити раніше почутий факт, він може скористатись so: desu я чув, що…. Існує аналогічна в написанні конструкція, але зі значенням здається, виглядає — so:. З дієсловами so: виражає очікувану дію, тобто дію, яка скоро відбудеться, або має відбутись. Приєднується до другої основи.
Anata wa sensei datta so: desu ne — Я чув, що ви були вчителем
Ama ga furiso: desu — Мені здається, що скоро піде дощ
Oishisō desu ne — Здається смачним; Виглядає смачним

## Приклади текстів
| Переклад | Транскрипція | Оригінал |
| --- | --- | --- |
| 死んだら私を葬ってくれ こだかい塚のうえに ひろいステップのまんあかに なつかしのウクライナに はてしなき野 ドネープルきりたつ岸が みられるように荒れ狂う流れの ほうたけるのが聞こえるように ウクライナから敵の血汐を 青い海へと 河がおし流すとき..そのとき私は 野も山も すべてを棄てさり飛んでいこう 神のもとへと 祈るため..だがそれまでは 神を私はしらない 葬ってくれ立ちあがってくれ くびきを断ってくれ そしていまわしい敵の生血を この切れなる思いに注いでくれ そして私をおおいなる家族 自由にして新たなる家族のなかで 忘れずに追悼してくれ やさしいおだやかな言葉にて | Shindara watashi o hōmutte kure Kodakai dzuka no ue ni Hiroi suteppu no ma n aka ni Natsukashi no Ukuraina ni Hate shinaki no Donēpuru kiritatsu kishi ga Mi rareru yō ni arekuruu nagare no Hō takeru no ga kikoeru yō ni Ukuraina kara teki no chishio o Aoi umi e to Kawa ga oshi nagasu toki Sono toki watashi wa No mo yama mo Subete o sute-sari tonde ikou Kami no moto e to Inoru tame..Daga sore made wa Kami o watashi wa shiranai Hōmutte kure tachiagatte kure Ku-biki o kotowatte kure Soshite imawashī teki no namachi o Kono kirenaru omoi ni sosoide kure Soshite watashi o ōinaru kazoku Jiyū ni shite aratanaru kazoku no naka de Wasurezu ni tsuitō shite kure Yasashī odayakana kotoba nite | Як умру, то поховайте Мене на могилі Серед степу широкого На Вкраїні милій, Щоб лани широкополі, І Дніпро, і кручі Було видно, було чути, Як реве ревучий. Як понесе з України У синєє море Кров ворожу… отойді я І лани і гори — Все покину, і полину До самого Бога Молитися… а до того Я не знаю Бога. Поховайте та вставайте, Кайдани порвіте І вражою злою кров'ю Волю окропіте. І мене в сім'ї великій, В сім'ї вольній, новій, Не забудьте пом'янути Незлим тихим словом. . |

— Шевченко Тарас Григорович. Заповіт.